# Ур-Мама
Ур-Мама — правитель (энси) шумерского государства Лагаш в XXII веке до н. э. Точное время и длительность правления его неизвестны.
| II династия Лагаша     |                                        |                     |
| Предшественник: Ур-Уту | правитель Лагаша ок. XXII век до н. э. | Преемник: Ур-Нинсун |